# André Morel (juriste)
Pour les articles homonymes, voir André Morel et Morel.
André Morel est un professeur et un historien du droit québécois, né le 7 janvier 1931 à Québec et décédé le 16 mai 2005 à Montréal.

## Biographie
André Morel obtient à l'Université de Montréal une licence de droit en 1953 et une maîtrise en droit en 1954. Il devient membre du Barreau du Québec en 1954.  Il poursuit ses études supérieures à la Faculté de droit et des sciences économiques de Paris où il reçoit en 1955 un D.E.S. en droit romain et histoire du droit et un D.E.S. en droit privé. Il obtient son doctorat en 1957. 
Il devient professeur à la Faculté de droit de l'Université de Montréal en 1957 à titre de professeur adjoint. Il est promu successivement professeur agrégé en 1963 et professeur titulaire en 1969. Il y a enseigné particulièrement l'histoire du droit et les libertés publiques.  Dans un premier temps adjoint au vice-doyen de la Faculté de droit de l'Université de Montréal entre 1961 et 1963, il occupe ensuite le poste de vice-doyen de la même Faculté entre juillet 1970 et décembre 1972. En 1994, il obtient le titre de professeur émérite.  
Au moment de sa retraite, les étudiants de la Faculté de droit de l'Université de Montréal ont créé en son honneur le Prix André-Morel d'excellence professorale, remis annuellement à des professeurs et chargés de cours dans le but de récompenser ceux distribuant un enseignement de qualité.  
Le professeur Morel a également enseigné à l'Université Laval comme professeur invité de 1959 à 1969 et chargé de cours à la Faculté de droit de l'Université McGill en 1976-1977. Pendant plusieurs années il a collaboré et donné des cours à l'Université d'Ottawa et à l'Université de Sherbrooke. Il a également enseigné entre 1967 et 1969 à l'Université de Montpellier.  Il a participé activement à des programmes d'éducation dans des États francophones d'Afrique. 
Au cours de sa carrière il a aussi assumé des fonctions dans divers organismes. Il est entre autres président du Comité d'organisation des Journées du Centenaire du Code civil (1965-1966), fondateur et président de la section canadienne de l'Institut international de droit d'expression française (1966-1972). De 1966 à 1977, il est membre de l'Office de révision du Code civil et de 1981 à 1991 (on retrouve entre autres le manuscrit de la préface du Code civil du Québec qu'il a écrite en consultant le Fonds André Morel de la Division de la gestion de documents et des archives de l'Université de Montréal), commissaire à la Commission des droits de la personne du Québec et président de l'un des comités d'enquête. Il a également obtenu de nombreux prix, dont le prix de la Faculté de droit de Paris pour sa thèse de doctorat et le premier prix des Concours littéraires et artistiques (section des sciences morales et politiques du Québec en 1960). Il est membre de la Société Royale du Canada depuis 1986.
En 1986, il devient membre de la Société Royale du Canada (Académie des Sciences sociales). 
Il reçoit un doctorat honorifique (Droit) en 2004 de l'Université McGill. 

## Publications
- André Morel, « Maximilien Bibaud, fondateur de l’École de droit », 2 Éditions Thémis 9, Montréal, 1951
- André Morel, « L'histoire et la doctrine de l'enrichissement sans cause en droit civil québécois », dissertation, Université de Montréal, 1954.
- André Morel, « Les limites de la liberté testamentaire dans le droit civil de la province de Québec », dissertation, Université de Paris, Faculté de droit et des sciences économiques, Librairie générale de droit et de jurisprudence, 1960.
- André Morel, « La Réaction des Canadiens devant l'administration de la justice de 1764 à 1774: une forme de résistance passive », La Revue du Barreau de la province de Québec, Montréal, 1960.
- André Morel, « Justice et paix scolaire ». Les idées du Jour, Éditions du Jour: Montréal, 1962.
- André Morel, « Canada français », Editions de l'Institut de sociologie de l'Université libre de Bruxelles, Bruxelles, 1963.
- André Morel, « L'imposition et le contrôle au bailliage de Montréal, 1663-1693 », Études juridiques en hommage à monsieur le juge Bernard Bissonnette, Les Presses de l'Université de Montréal, Montréal, 1963.
- André Morel, « La justice criminelle en Nouvelle-France ». Cite Libre 14 (1), Montréal, 1963.
- André Morel, « Un exemple de contact entre deux systèmes juridiques: le droit successoral du Québec », Société française d'imprimerie et de librairie, Poitiers, 1964.
- Jacques Boucher, John E.C. Brierley et André Morel, « Centenaire du Code civil, 1866-1966 : Exposition : Catalogue » éditeur non identifié, 1966.
- André Morel, « La municipalité, la paroisse et le Code civil du Québec; Librairie générale de droit et de jurisprudence, Paris, 1968.
- André Morel, « Collet, Mathieu-Benoit », dans Dictionnaire biographique du Canada, Vol. 2, Université Laval /University of Toronto, 1969 (révisé en 1991).
- Jacques Boucher, André Morel, « Le droit dans la vie familiale », Livre Du Centenaire du Code civil (Vol.1); Presses de l'Université de Montréal, Montréal, 1970.
- Jacques Boucher, André Morel, « Le droit dans la vie économico-sociale », Livre du centenaire du Code civil (Vol. 2), Presses de l'Université de Montréal, Montréal, 1970.
- Jacques Boucher, André Morel, « Maladie et pauvreté : textes et documents d'histoire du droit québécois », Librairie des Presses de l'Université de Montréal, Montréal, 1970.
- André Morel, « Vie privée et droits de l’homme, Actes du IIIe Colloque international sur la convention européenne des droits de l’homme (Bruxelles, 30 Septembre - 3 Octobre 1970), Bruxelles, 1973.
- Jacques Boucher et André Morel, « De la coutume du Code civil », Université de Montréal, Montréal, 1973.
- André Morel, « Boucault, Nicolas-Gaspard », dans Dictionnaire biographique du Canada, Vol. 3, Université Laval /University of Toronto, 1974.
- Jacques Boucher, André Morel, « De l'ordonnance criminelle au Code pénal », La Librairie de l'Université de Montréal, Montréal, 1975.
- André Morel, « Réflexions sur la justice criminelle canadienne, au 18e siècle ». Revue d'histoire de l'amérique française, Montréal, 1975
- André Morel, « La réception du droit criminel anglais au Québec : 1760-1892 », Commission de réforme du droit du Canada, Ottawa, 1976
- André Morel, « Les crimes et les peines : évolution des mentalités au Québec au XIXe siècle », 8 Revue de droit de l’Université de Sherbrooke, Sherbrooke, 1978.
- André Morel et Yvan Lamonde, « François-Maximilien Bibaud », dans Dictionnaire biographique du Canada, Vol. 11, Université Laval /University of Toronto, 1982.
- André Morel, « Panet, Pierre-Louis », dans Dictionnaire biographique du Canada, Vol. 5, Université Laval /University of Toronto, 1983.
- André Morel, « Williams, Jenkin », dans Dictionnaire biographique du Canada, Vol. 5, Université Laval /University of Toronto, 1983.
- André Morel, « Lynd, David », dans Dictionnaire biographique du Canada, Vol. 5, Université Laval /University of Toronto, 1983.
- André Morel, « Code des droits et libertés », Éditions Thémis, Montréal, 1984 (mis-à-jour et réédité en 1985,1989, 1991, 1993, 1997 et 1998).
- De Mestral, S. Birks, M. Bothe, I. Cotler, D. Klinck et A. Morel (dir.), “La limitation des droits de l’homme en droit constitutionnel comparé », Éditions Yvon Blais, Cowansville, 1986.
- André Morel, « La coexistence des Chartes canadienne et québécoises : problèmes d’interaction », Revue de droit de l’Université de Sherbrooke, Vol 17, no 1, Sherbrooke, 1986.
- André Morel, « La Charte québécoise : un document unique dans l’histoire législative canadienne, Revue juridique Thémis, 21, Montréal, 1987.
- André Morel, « De la Charte québécoise des droits et libertés : origines, nature et défis », Éditions Thémis, Montréal, 1989.
- André Morel, « La langue et l’acculturation juridique au Québec depuis 1760 », 24 Revue Juridique Thémis 99, Montréal, 1990
- André Morel, « L’émergence du nouvel ordre juridique instauré par le Code civil du Bas-Canada (1866-1890) », dans Les Journées Maximilien Caron 1992, Le nouveau Code civil – interprétation et application, Éditions Thémis, Montréal, 1992.
- André Morel, « L’originalité de la Charte québécoise en péril », dans Développement récents en droit administratif, Formation permanente du Barreau, Éditions Yvon Blais, Cowansville, 1993.
- Jean-Maurice Brisson et André Morel, « Droit fédéral et droit civil : complémentarité, dissociation », Revue du Barreau Canadien, Vol 75, No 2, 1996.